# M'Saken

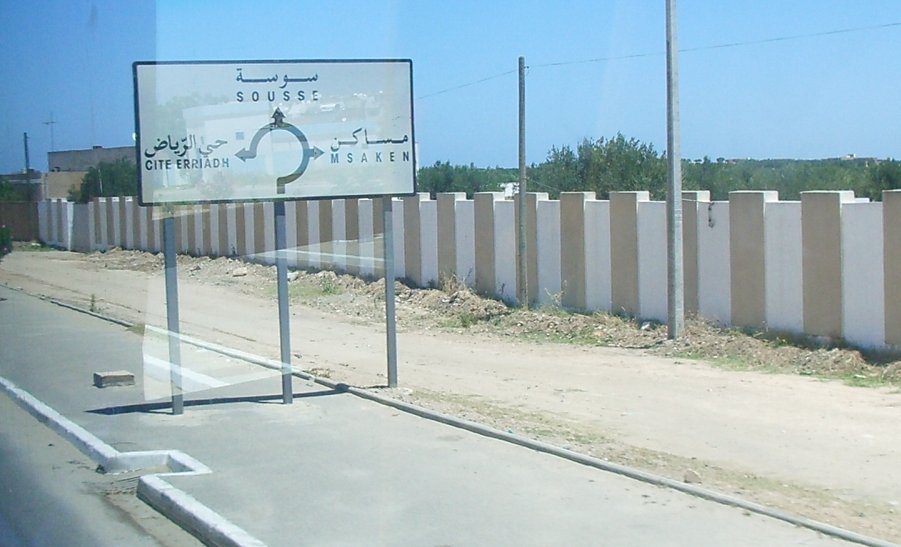
Rodalia de Msaken

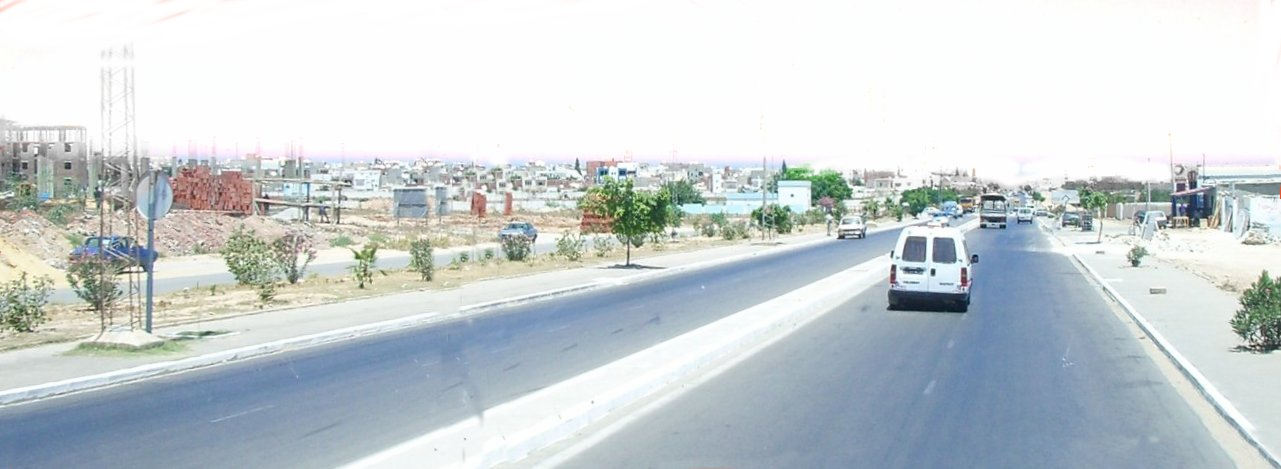
Rodalia de Msaken

M'Saken o Msaken (àrab: مساكن, Msākin) és una ciutat de Tunísia propera a Monastir (uns 15 km a l'oest) i Sussa (uns 10 km al sud-oest), a la part sud-est de la governació de Sussa. La municipalitat té una població de 55.721 habitants i una superfície de 12.650 hectàrees. Històricament estava dividida en cinc barris: Njejra (al sud de la mesquita d'El Aousat; Kebline, també al sud d'aquesta mesquita; Menâama, a l'est de la mesquita; Jebline, al nord; i Jdidine, a l'oest. La seva població s'ha multiplicat pel turisme i per la tornada a l'estiu dels emigrants tunisians a França i en altres països. És capçalera d'una delegació amb una població el 2004 de 87.780 habitants.

## Economia
L'economia, a part del turisme, es basa en l'explotació de l'olivera, de la qual tots els camps de la comarca n'estan plantats.

## Patrimoni
Els edificis principals de la ciutat són:
- El palau de Chekir Saheb Ettabâa o palau d'El Magroun, construït el 1828 pel ministre Saheb Ettabâa, i que fou donat al general Hassen Magroun, natural de la vila. S'hi van celebrar les reunions entre el govern del bei i els rebels el 1864.
- La mesquita d'El Aousat, al centre de la ciutat, construïda suposadament al segle viii.
- Diverses zàwiyes, de les quals les més importants són les de Sidi Chatti, Sidi Abar, Sidi Kaîbi, Sidi Mlayah i Sidi Abdessalem.
- La madrassa del xeic Ezrelli, propera al palau Magroun, que porta el nom del predicador Elbech Ezrelli i es va construir al segle xviii.
- La madrassa del xeic Ali Ibn Koulaïfa, fundada el 1692 pel xeic Ali Ibn Khoulaifa.

## Etimologia
El nom de la ciutat vol dir ‘habitatge’ i es creu que es va fundar al segle viii, suposadament per descendents del profeta (xerifs), que s'hi van instal·lar i, per tant, seria ‘l'habitatge dels xerifs'.

## Administració
És el centre de la delegació o mutamadiyya homònima, amb codi geogràfic 31 64 (ISO 3166-2:TN-12), dividida en disset sectors o imades:
- Ettouara Nord (31 64 51)
- Ettouara Sud (31 64 52)
- Jedidine (31 64 53)
- Jebline (31 64 54)
- Habib Thameur (31 64 55)
- Mouredine (31 64 56)
- Mneaema (31 64 57)
- El Gharbine (31 64 58)
- El Kenaïes (31 64 59)
- El Kebline (31 64 60)
- Ennour (31 64 61)
- El Frady (31 64 62)
- Borgine (31 64 63)
- Beni Rabïaa (31 64 64)
- Béni Khalthoum (31 64 65)
- Nejajra (31 64 66)
- Messâdine (31 64 67)

Al mateix temps, forma una municipalitat o baladiyya (codi geogràfic 31 21), creada per un decret de 19 de febrer de 1921 i dividida en tres circumscripcions o dàïres:
- M'Saken (31 23 11)
- El Hay El Jadid (31 23 12)
- M'Saken Sud (31 23 13)

## Fills il·lustres
Personatges destacats nascuts a la ciutat són:
- Brahim Babaï, realitzador de cinema
- Zoubaier Baya, futbolista
- Ahmed Bellalouna, antic governador de Sussa
- Mahmoud Bellallouna, antic governador de Jendouba
- Mohamed Bellallouna, ministre de justícia de 1971 a 1973
- Mohamed Habib Braham, ambaixador a Líbia i antic governador de Gafsa, de Monastir i de Bizerta
- Habib Chatti, ministre d'Afers exteriors del 1974 al 1977
- Saïf Gheza, futbolista
- Abdelaziz Ladhari, pintor i artista.

## Agermanaments
Msaken està agermanada amb Ronse (Bèlgica), des de 1999, i amb Anzin (França), des del 2002.